# Krótkofalowiec Polski
Krótkofalowiec Polski – organ prasowy Zarządu Głównego Polskiego Związku Krótkofalowców ukazuje się od 1929 roku.

## Genologia
- W latach 1929–1939 czasopismo wydawane było we Lwowie przez Augusta Jaworskiego.
- W latach 1960–1961 ukazywało się jako wydawnictwo samodzielne.
- W roku 1961 wychodziło jako dodatek do: Radioamator i Krótkofalowiec.
- Od 1962–1978 było dodatkiem do czasopisma: Radioamator i Krótkofalowiec Polski.
- W latach 1979–1990 – dodatek do czasopisma: RE Radioelektronik.
- W latach 1992–1995 ukazywało się jako wydawnictwo samodzielne wydawane przez PPU „ZMAG” Sp. z o.o. w Warszawie
- W latach 2002–2005 stanowiło dodatek do Magazynu Krótkofalowców QTC
- Od 2005 jest częścią miesięcznika Świat Radio[1].